# Videmiro

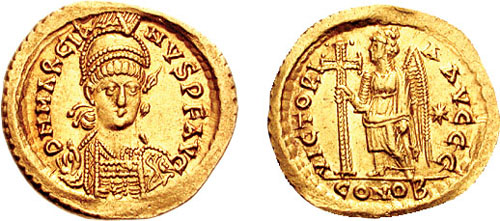
Soldo de Marciano r.

Videmiro (em latim: Vidimir ou Vidimer) foi, segundo Jordanes, um rei ostrogodo da dinastia dos Amalos, que reinou entre 451—473 ao lado de seus irmãos mais velhos Teodomiro e Valamiro. Era filho de Vandalário, um nobre filho do rei Vinitário (r. 375–376), e teve um filho também chamado Videmiro. Em 451, liderou ao lado de seus irmãos os contingentes góticos do exército de Átila, o Huno (r. 434–453) durante a batalha dos Campos Cataláunicos, e em 454, com a morte de Átila, confrontou com sucesso os hunos na batalha de Nedao.
No mesmo ano assentou-se com seus parentes na Panônia sob autorização do imperador bizantino Marciano (r. 450–457), onde organizou o Reino Ostrogótico da Panônia em três distritos, cada qual controlado por um dos irmãos, porém somente Valamiro era o detentor do título régio; Videmiro manteve controle da porção central dos domínios ostrogóticos, o que, segundo Herwig Wolfram, corresponderia a Eslavônia Superior.
Entre 459 e 461/462, Videmiro participou dos conflitos com os bizantinos sobre o não-pagamento do subsídio anual para os godos. Em ca. 469, lutou ao lado de Teodomiro na batalha de Bolia que provocou a derrota do exército coligado bárbaro-bizantino; para Hyun Jin Kim, contudo, é plausível que os ostrogodos tenha perdido essa batalha. Em 473 foi enviado por seu irmão contra a Itália, à época administrada pelo imperador romano ocidental Glicério (r. 473–474). Ele invadiu a região, porém morreu logo em seguida, deixando a expedição sob comando de seu filho.